# 柳達夫卡
49°9′23″N 28°7′19″E / 49.15639°N 28.12194°E
柳達夫卡（烏克蘭語：Людавка），是烏克蘭的村落，位於該國西南部文尼察州，由日梅林卡區負責管轄，面積2.1平方公里，海拔高度285米，2001年人口730，人口密度每平方公里347.62人。